# Роксана (фільм)
«Роксана» (англ. Roxanne) — американська романтична комедія 1987 року режисера Фреда Скепісі зі Стівом Мартіном і Деріл Ганною в головних ролях. Сучасний переказ п'єси Едмона Ростана «Сірано де Бержерак» 1897 року, адаптованої Стівом Мартіном. Ростан згадується у перших титрах. Фільм вийшов у прокат 19 червня 1987 року.

## Синопсис
Чарлі Бейлз (Сі Ді) — популярний керівник місцевої пожежної служби, але його «особливий» вигляд заважає йому в коханні. Коли Роксана, студентка-астроном, приїжджає в місто, Чарлі та інші чоловіки захоплюються нею. Але Чарлі впевнений, що його ніс став перешкодою для стосунків в її очах. Чарлі намагається допомогти своєму другові Крісу виразити свої почуття до Роксани, але справи пішли не так, як він планував. Під час спроби підкорити Роксану, він сам переживає непрості моменти, втрачаючи віру в себе. Проте, після визнання почуттів перед Роксаною, він знаходить справжнє своє призначення і рятує місто від пожежі. На знак подяки, Роксана висловлює свої почуття до Чарлі, що допомагає йому знову знайти в собі впевненість.

## Акторський склад
| Актор                     | Роль                                          |
| ------------------------- | --------------------------------------------- |
| Стів Мартін               | Чарлі Бейлз                                   |
| Деріл Ганна               | Роксана Ковальські                            |
| Рік Россовіч              | Кріс МакКоннел                                |
| Шеллі Дювалл              | Діксі                                         |
| Джон Капелос              | Чак                                           |
| Фред Віллард              | мер Дібс                                      |
| Макс Александер           | Дін                                           |
| Майкл Дж. Поллард         | Енді                                          |
| Стів Міттлман             | Ралстон                                       |
| Деймон Веянс              | Джеррі                                        |
| Метт Латтанці             | Трент                                         |
| Шандра Бері               | Сенді                                         |
| Жан Інсере                | Ніна                                          |
| Том Керлі                 | Джим гравець у дартс                          |
| Річ Шиднер та Кевін Нілон | п'яниці, з якими Сі Ді б'ється в першій сцені |
| Браян Джордж              | косметичний хірург                            |
| Морін Мерфі               | продавчиня косметики                          |
| Гайді Соренсон            | Труді коханка мера                            |

## Виробництво
Стів Мартін завжди був шанувальником версії «Сірано де Бержерака», написаної Хосе Феррерою 1950 року: «Я пам'ятаю, як просто подумав, що це найкраще, що я коли-небудь бачив. Я думаю, це тому, що персонаж такий сильний. Він схожий на дуже розумну версію того, що, за збігом обставин, популярне сьогодні в кіно. Він розумніший за всіх, швидший за всіх, дотепніший за всіх і перевершує всіх. Ось такий оригінальний Сірано. І це як би знімає цю порочну грань».
На початку 1980-х років у Мартіна виникла ідея оновити п'єсу, тільки з тією різницею, що в кінці Сірано доб'ється дівчини. Він вирішив написати сценарій сам, створивши 25 чернеток протягом трьох років. Фільм отримав зелене світло в Columbia Pictures від тодішнього керівника виробництва Гая МакЕлвейна. Його замінив Девід Паттнем, якому також сподобався сценарій, і він продовжив підтримку студії та запропонував актрису Деріл Ганну. Це був перший фільм, випущений під егідою Путтнема в Columbia Pictures.

## «Канада в США»
«Роксану» знімали влітку 1986 року в містечку Нельсон (Британська Колумбія). Стів Мартін вирішив використовувати місцеву пожежну частину на Ворд-стріт як основну сцену зйомок. Попри те, що у фільмі згадується назва канадського міста — Нельсон, воно зображується як місто в США. Поштові скриньки, які зображені в кадрі, мають синій колір Поштової служби США, а не «канадський» червоний колір. У сценах в барі неонові вивіски пива «Miller» показують рекламний слоган того часу: «Зроблено по-американськи», який не використовувався в Канаді. Існує також сцена, яка показує, що пожежна машина має вашингтонський номерний знак, що доповнює попередню сцену, в якій персонаж Мартіна посилається на Сієтл.
Нанесення макіяжу для носа Мартіна займало 90 хвилин щодня, зняття гриму — дві хвилини. «Боже, як я ненавидів цю річ», — зізнався актор.

## Сприйняття

### Відгуки критиків
«Роксана» отримала 88 % рейтингу схвалення на Rotten Tomatoes на основі 43 рецензій, консенсус вебсайту зазначає: «Хоча її солодкість межує з соковитістю, „Роксана“ — це відверто романтична комедія, яка залишається однією з найсмішніших [за участю] Стіва Мартіна». Metacritic поставив фільму 73 бали на основі 19 рецензій, вказуючи на «загалом схвальні рецензії».
Роджер Еберт назвав фільм «ніжною, химерною комедією», поставивши йому три з половиною зірки з чотирьох, зазначивши: «Однак те, що робить „Роксану“ такою чудовою, не ця досить проста комедія, а те, як фільм створює певний невимовний дух». Фільм посідає 71-ше місце в рейтингу «100 найсмішніших фільмів» від Bravo.

### Нагороди
Фільм виграв і був номінований на низку нагород, зокрема:
- Премія «Золотий глобус»: номінація, найкраща чоловіча роль у фільмі ||— комедія/мюзикл: Стів Мартін.
- Премія LAFCA: виграв, найкращий актор: Стів Мартін (разом із Джеком Ніколсоном у фільмах «Будяк» (1987) та «Іствікські відьми» (1987)).
- Нагорода NSFC: виграв, найкращий актор: Стів Мартін.
- Нагорода WGA: найкращий сценарій: Стів Мартін.